# Mostafa Amr Hassan
Mostafa Amr Hassan (ur. 16 grudnia 1995) – egipski lekkoatleta specjalizujący się w pchnięciu kulą.
Ósmy zawodnik juniorskich mistrzostw świata w Eugene (2014). W 2015 zdobył złoto mistrzostw panarabskich oraz bez awansu do finału startował na mistrzostwach świata w Pekinie. W 2016 był trzynasty podczas halowych mistrzostw świata w Portland. Brązowy medalista igrzysk afrykańskich (2018). W 2021 zajął 8. miejsce podczas igrzysk olimpijskich w Tokio.
Stawał na podium czempionatu NCAA.
Rekordy życiowe: stadion – 21,65 (16 marca 2023, Kair) rekord Egiptu; hala – 21,30 (25 lutego 2017, Albuquerque) rekord Egiptu.

## Osiągnięcia
| Rok  | Impreza                             | Miejsce   | Lokata            | Wynik |
| ---- | ----------------------------------- | --------- | ----------------- | ----- |
| 2014 | Mistrzostwa świata juniorów         | Eugene    | 8. miejsce        | 19,20 |
| 2015 | Mistrzostwa panarabskie             | Manama    | 1. miejsce        | 19,22 |
| 2015 | Mistrzostwa świata                  | Pekin     | el. – 18. miejsce | 19,65 |
| 2016 | Halowe mistrzostwa świata           | Portland  | 13. miejsce       | 19,81 |
| 2017 | Mistrzostwa świata                  | Londyn    | el. – 30. miejsce | 19,23 |
| 2018 | Igrzyska śródziemnomorskie          | Tarragona | 11. miejsce       | 18,35 |
| 2019 | Mistrzostwa panarabskie             | Kair      | 1. miejsce        | 20,60 |
| 2019 | Igrzyska afrykańskie                | Rabat     | 3. miejsce        | 20,74 |
| 2019 | Mistrzostwa świata                  | Doha      | el. – 14. miejsce | 20,55 |
| 2019 | Światowe wojskowe igrzyska sportowe | Wuhan     | 7. miejsce        | 20,11 |
| 2021 | Igrzyska olimpijskie                | Tokio     | 8. miejsce        | 20,73 |
| 2023 | Mistrzostwa panarabskie             | Marrakesz | 1. miejsce        | 20,63 |
| 2023 | Mistrzostwa świata                  | Budapeszt | 10. miejsce       | 20,17 |
| 2024 | Halowe mistrzostwa świata           | Glasgow   | 14. miejsce       | 19,88 |
| 2024 | Igrzyska afrykańskie                | Akra      | 2. miejsce        | 20,70 |
| 2024 | Mistrzostwa Afryki                  | Duala     | 2. miejsce        | 20,25 |
| 2024 | Igrzyska olimpijskie                | Paryż     | el. – 20. miejsce | 19,70 |